# Bautismo

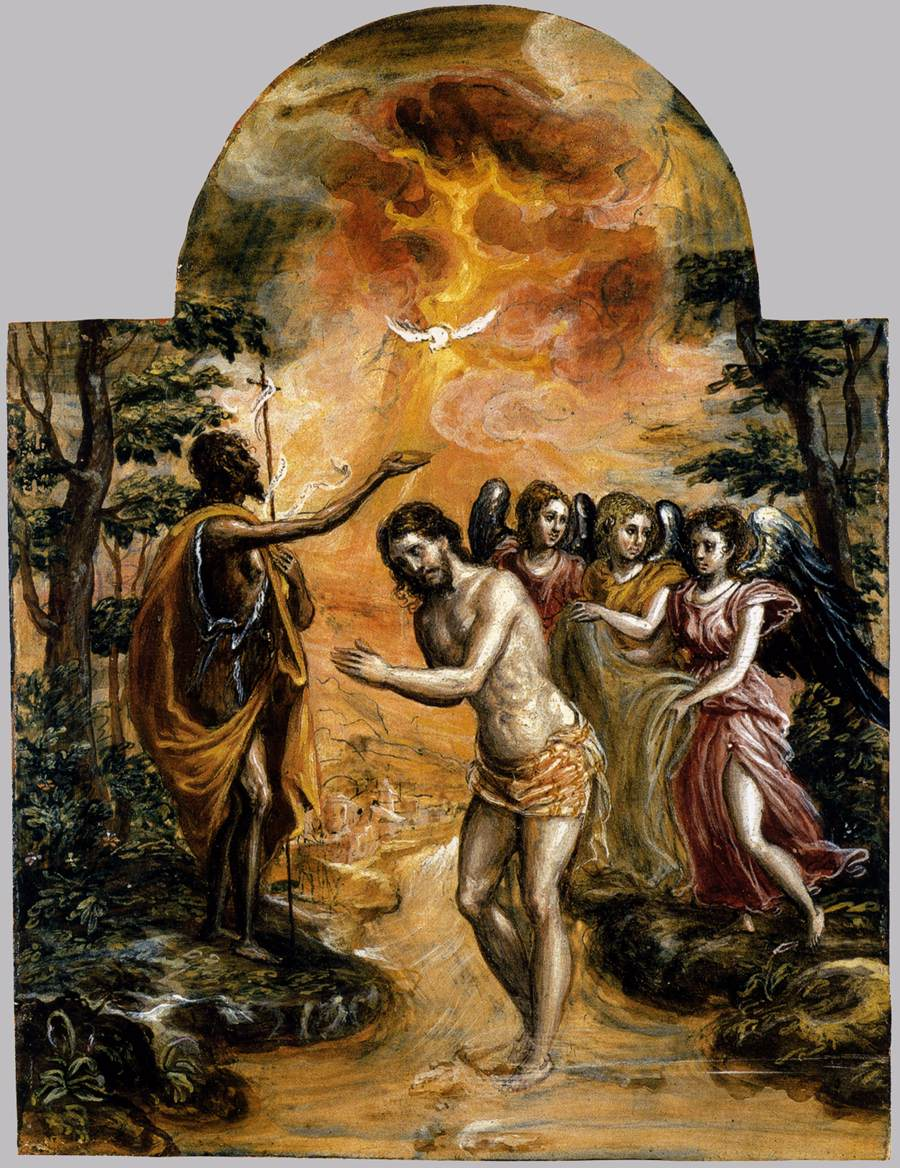
El bautismo de Cristo (1568), panel derecho del Tríptico de Módena, obra del Greco. Galería Estense, Módena.

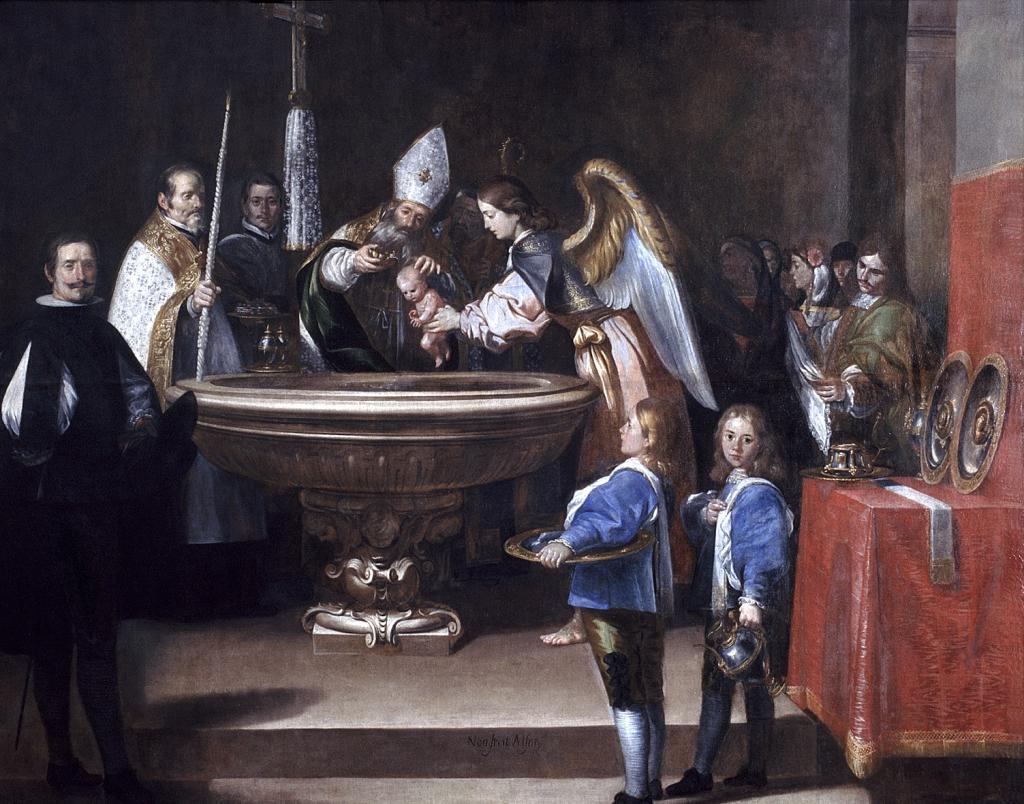
Bautismo de san Francisco de Asís, de Antonio del Castillo y Saavedra, óleo sobre lienzo, 196 x 248 cm, Museo de Bellas Artes de Córdoba.

El bautismo (romanización, baptó o baptizó; significado: ‘«lavar» o «sumergir»’) es un rito de adopción y admisión al cristianismo casi invariablemente asociado con el uso de agua.
Para distintas Iglesias cristianas tales como la católica, ortodoxa, algunas protestantes históricas como la anglicana, entre otras, el bautismo se considera un sacramento. Para los anabaptistas y el fundamentalismo cristiano, por su parte, es considerado una «ordenanza de Cristo».

## Formas de administrar el bautismo

Bautismo infantil por afusión en una Iglesia católica en Venezuela

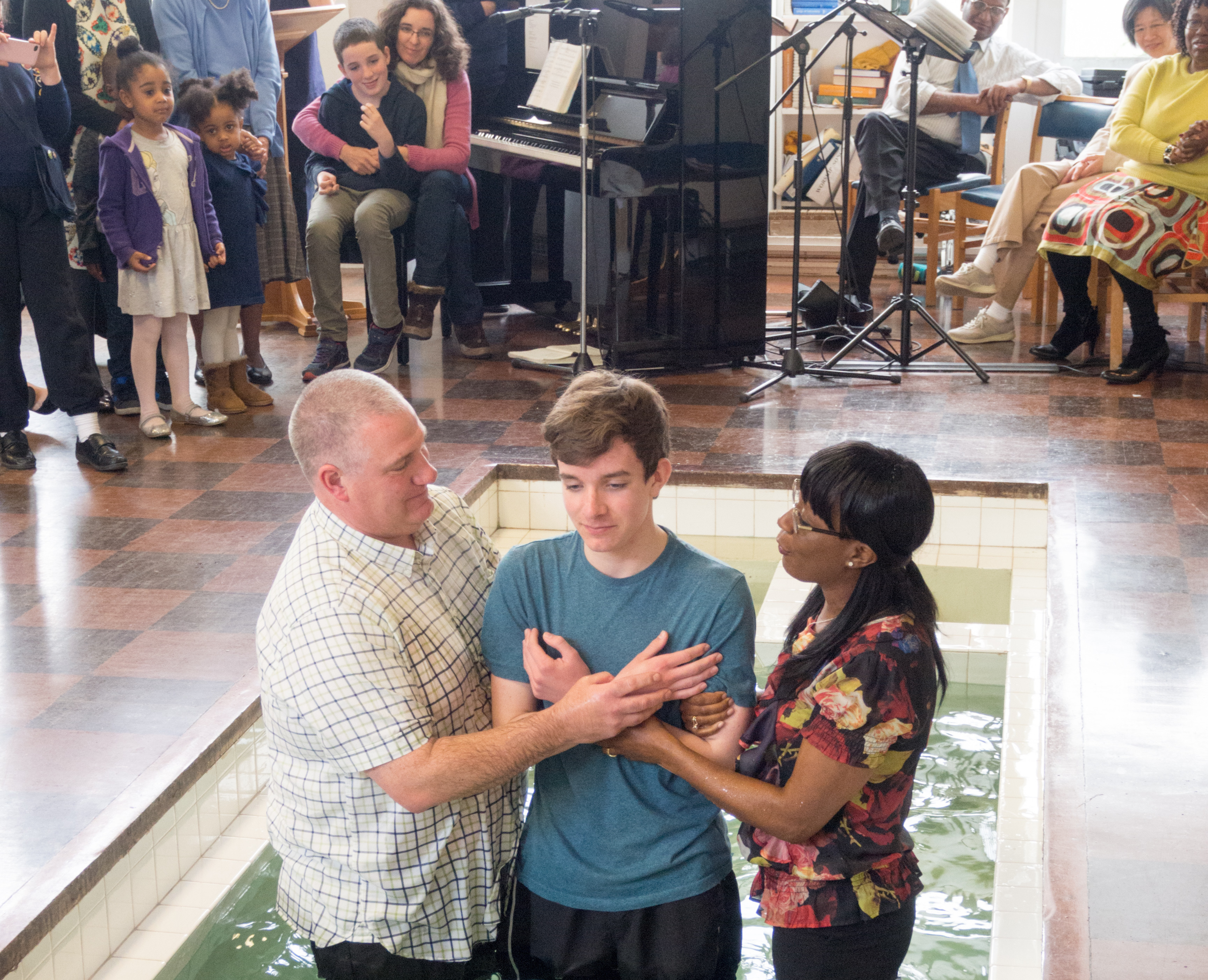
Bautismo del creyente por inmersión en la Northolt Park Baptist Church, en Gran Londres, Unión Bautista de Gran Bretaña

En general existen tres formas de administrar el bautismo:
- Bautismo por inmersión: era la forma primitiva generalizada, y pervive en la etimología de la propia palabra bautismo.

- Bautismo por ablución o derramamiento: consiste en el derramamiento de agua sobre la cabeza.

- Bautismo por aspersión: consiste en salpicar con agua. Esta es una forma utilizada solamente por aquellas Iglesias que practican el bautismo por ablución, cuando por alguna razón no es posible hacer un derramamiento de agua.

La Iglesia católica, la Iglesia ortodoxa y las Iglesias protestantes reformadas, bautizan bebés por ablución.
El bautismo por inmersión se suele aplicar en Iglesias protestantes, como las bautistas y evangélicas, además de en otras denominaciones cristianas, como La Iglesia de Jesucristo de los Santos de los Últimos Días, los Testigos de Jehová e Iglesia adventista del séptimo día. También se practica en la Iglesia ortodoxa y en menor medida dentro de la Iglesia católica.
A partir del primer Concilio de Nicea (325 d. C.), la ceremonia (acto) de la inmersión o ablución es obligatoriamente triple, y el rito (palabras) del bautismo propiamente dicho, se centra en la invocación de la Trinidad sobre la persona que ha de ser bautizada (candidato o bautizando), con variantes según el rito de cada Iglesia:
«Es bautizado el siervo de Dios (nombre...) en el nombre del Padre, Amén, y del Hijo, Amén, y del Espíritu Santo, Amén», como ejemplo del rito bizantino de la Iglesia ortodoxa y otras orientales.
«(Nombre...), Yo te bautizo en el nombre del Padre, y del Hijo, y del Espíritu Santo. Amén.», es el ejemplo básico del cristianismo occidental y la Iglesia ortodoxa.
Algunas iglesias protestantes aplican el bautismo únicamente con la fórmula «En el nombre de Jesús». Este es un punto de discusión teológica que tiene que ver con el concepto de si creen o no en la Trinidad.

## Teología del sacramento (católico)

### Institución
La inmersión en agua se practicaba para la purificación legal. Los esenios practicaban este tipo de ablución purificadora que, para ellos, era también moral, como han podido demostrar sus piscinas rituales en Qumram.
Entre los fariseos del siglo I se extendió la costumbre de sumergir en agua a los prosélitos tras la circuncisión, rito que implicaba la capacidad del neófito para acceder a los sacrificios y participar en el culto del Templo.
Juan el Bautista asumió este rito dándole el sentido de medio para la conversión (cf. Mc 1 4) y purificación del pecado. Esto implicaba que el templo ya no era el único lugar para la obtención de la expiación.
Tanto los escritores del Nuevo Testamento como algunos Padres de la Iglesia descubren en el Antiguo Testamento algunas figuras, prototipos, cuadros, simbolismos o tipos del bautismo:
- Las aguas sobre las que aleteaba el Espíritu Santo (cf. Gn 1:2)
- El agua del arca de Noé (cf. 1 P 3:20-21)
- La circuncisión (cf. Col 2:11-12)
- El paso del Mar Rojo (cf. 1 Co 10:2)[10]
- La curación del leproso Naamán por bañarse en el embalse Jordán (2 reyes 5:14)[11]

La Iglesia católica considera el bautismo que administraba Juan el Bautista como prefiguración inmediata de lo que considera un sacramento. Según el evangelio, el Bautista tenía conciencia de que el rito que realizaba era un anuncio del que vendría (cf. Mc 1 8). Jesús no solamente se sometió al bautismo de Juan, sino que también llamó «bautismo» a su pasión y muerte (Mc 10 38 y paralelos).
El Concilio de Trento declaró que el bautismo de Cristo era diverso del de Juan. Y en el decreto Lamentabili, el Santo Oficio aclaró que el sacramento del bautismo no se puede considerar como un rito evolucionado de los usados por las religiones antiguas o por el judaísmo.

### Desarrollo del rito
En el Nuevo Testamento se habla de una inmersión en el agua, acompañada de unas palabras y que requiere la fe del bautizando (cf. Hch 8 36-37). Sin embargo, hubo teólogos en los primeros siglos que negaron la necesidad del agua o del bautismo. Contra ellos escribió Ireneo en su obra 'Adversus Haereses' I:21) y Tertuliano en su obra 'De Baptismo'I). Pero la expresión más clara está en Agustín: «¿Qué es el bautismo? Es una ablución de agua con la palabra. Quita el agua y ya no hay bautismo» (Comentario al evangelio de Juan Tratado 15:4).
En la Didaché (capítulo VII) se habla de una celebración con inmersión en agua, pero también de un rito por el que se derramaba tres veces agua sobre la cabeza del neófito. Hipólito habla de una celebración que seguía al catecumenado y que tras oraciones, preguntas y exorcismos, sometía al candidato a una inmersión en el agua. Sin embargo, es difícil que incluso en la Iglesia primitiva se hayan dado casos de bautismo por inmersión únicamente. Si según los Hechos de los apóstoles, tras la predicación de Pedro fueron tres mil las personas que se bautizaron resulta muy difícil pensar que todos se hayan arrojado al agua.
Según Cipriano, algunos enfermos eran bautizados seguramente por aspersión o infusión (echar agua sobre el que se bautiza, generalmente en la cabeza).
Así con el paso del tiempo el bautismo por inmersión fue abandonado paulatinamente (debido a la costumbre de bautizar a los niños lo más pronto posible) y el de aspersión se usó muy poco dadas las dudas sobre la efectiva ablución. El Código de derecho canónico de 1983 indica que el bautismo se ha de administrar por inmersión o por infusión, de acuerdo con las normas establecidas por cada Conferencia episcopal (cf. núm. 854).

### Elementos teológicos
Aunque la terminología, distinguiendo la materia y la forma del sacramento, ha sido abandonada por el Catecismo de Juan Pablo II, todavía resulta útil para describir los diversos elementos que concurren para la validez del sacramento:

#### Materia
La materia remota del sacramento del bautismo es el agua verdadera y natural, y lo mismo da si es fría o caliente. Simboliza la regeneración a la vida espiritual porque es el principio de la vida natural. Indica purificación y vida nueva. El agua usada en la celebración del sacramento ha de estar bendita o bendecirse durante el rito. La materia próxima con tres modalidades que son consideradas válidas: la inmersión, el derramamiento y la aspersión.

#### Forma
En Occidente la forma es «Yo te bautizo en el nombre...». En Oriente en cambio y queriendo subrayar la eficacia del sacramento independiente del ministro se usa: «El siervo de Dios, es bautizado...». También se discutió si era necesaria la mención a la Trinidad o bastaba bautizar en nombre del Señor Jesús. El Concilio de Florencia de 1439 al igual que el Concilio de Trento declaró la necesidad de la fórmula trinitaria, teniendo en cuenta las palabras de Jesús: «... Y bautícenlos en el nombre del Padre, y del Hijo, y del Espíritu Santo».
Es de notar que en épocas recientes se han visto dentro de la Iglesia católica clérigos que innovaron con otras formas bautismales y que han llegado a poner en duda la validez con la que el sacramento fue administrado. Un caso reciente se observó con la Declaración de la Congregación para la doctrina de la fe del 1 de febrero de 2008 en el que se declaró que los bautismos administrados bajo la fórmula «I baptize you in the name of the Creator, and of the Redeemer, and of the Sanctifier» (Te bautizo en el nombre del Creador, y del Redentor, y del Santificador) y «I baptize you in the name of the Creator, and of the Liberator, and of the Sustainer» (Te bautizo en el nombre del Creador, y del Liberador, y del Sustentador) son absolutamente inválidas y que en esos casos debe administrarse el sacramento con la fórmula trinitaria tradicional.
Es responsabilidad de los padres, de los padrinos y del ministro que se imponga al bautizando un nombre propio del sentir cristiano.

#### Ministro
En cuanto al ministro del sacramento, se consideran ministros ordinarios el obispo, el presbítero y el diácono. Si el ministro ordinario estuviera impedido por algún motivo, el catequista u otro destinado para esta función puede administrarlo.
Ahora bien, en caso de necesidad, cualquier persona puede hacerlo, siempre que con este rito quiera cumplir lo que desea la Iglesia a través de él.
El código de derecho canónico recomienda que el párroco ofrezca al obispo la posibilidad de bautizar a los adultos mayores de catorce años.

#### Sujeto
Cualquier persona puede acceder al bautismo. En caso de ser un adulto, este debe manifestar su deseo de recibir el bautismo y haberse instruido previamente acerca de la fe cristiana y de las obligaciones que contrae, mediante un período de catecumenado.
El bautismo de niños es una práctica muy antigua en la Iglesia católica y está confirmada textualmente en escritos del siglo II en adelante de autores tales como Ireneo de Lyon, Orígenes, Hipólito de Roma, Cipriano de Cartago, Gregorio Nacianceno, Juan Crisóstomo, Basilio el Grande y san Agustín de Hipona. Quienes lo cuestionan también suelen cuestionar la teología del pecado original. Ahora bien, no se suele permitir el bautismo de niños que son hijos de no cristianos a menos que estos lo soliciten o que el niño se encuentre en peligro de muerte. El código de derecho canónico de 1983 (canon 868) indica además las siguientes condiciones para el bautizo de niños:
- El consentimiento de los padres o al menos de uno de ellos (o de quienes hacen las veces de padres)
- La esperanza fundada de que el bautizando será educado en la religión católica. Si esto no se da, ha de diferirse explicando la dificultad a los padres.[37]

### Padrinos
Normalmente se da un padrino al bautizado. Su función es asistir en su iniciación cristiana al adulto que se bautiza, y, cuando quien va a recibir el bautismo es un niño, presentarlo juntamente con los padres y procurar que después lleve una vida cristiana congruente con el bautismo y cumpla fielmente las obligaciones inherentes al mismo.
La edad mínima para ser padrino es de 16 años. Ha de ser católico, haber recibido los sacramentos de la eucaristía y de la confirmación, y llevar una vida acorde a la fe cristiana.

### Efectos
Los efectos del sacramento según la teología católica son: el perdón de los pecados (se perdona el pecado original, todos los pecados personales y las penas temporales que merezca por ellos), la unión con Cristo dada por el carácter sacramental, el don del Espíritu Santo, el ser hijo adoptivo de Dios Padre y el integrarlo como miembro de la Iglesia.
Además de esto, en la Iglesia Primitiva, Ireneo de Lyon expresa que el Nuevo Nacimiento es un efecto del bautismo, e Hipólito de Roma, Cipriano de Cartago, e incluso Lucas el Evangelista, relaciona recibir el Don del Espíritu Santo al sacramento de la Confirmación o Crisma, si bien el Crisma o Confirmación estaba relacionado íntimamente con el bautismo.

## Teología del rito de iniciación (en la Reforma)

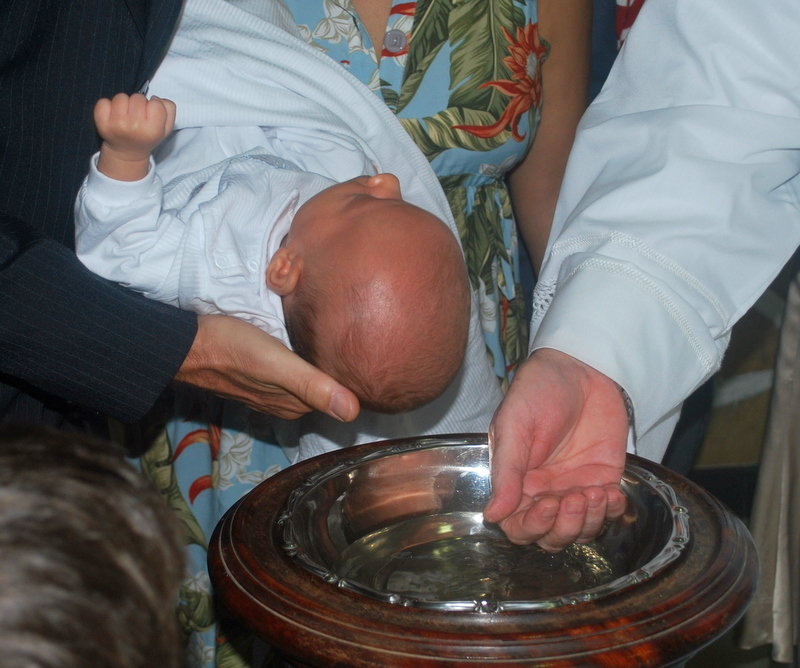
Bautismo en una Iglesia luterana en Brasil.

La Reforma involucró una idea distinta de sacramento (dado que para Lutero y sus seguidores estos no producen eficazmente la gracia). De ahí que las denominaciones dependientes de ella se fueran alejando progresivamente de la práctica del bautismo de niños y fueran dando progresiva importancia a la celebración como rito de iniciación. Se dan las siguientes reflexiones dentro de la Reforma:
- Martín Lutero (Wittenberg, Alemania, 1520): El Bautismo efectúa perdón de los pecados, redime de la muerte y del mal, da la salvación eterna y la gracia divina. Lutero mantiene el bautismo infantil: «Enseñamos también que se deben bautizar los niños y que por este Bautismo son ofrecidos a Dios y reciben la gracia de Dios». La salvación estaría en la Palabra de Dios que está en el agua y unida a ella.[44]
- Ulrico Zuinglio (Zúrich, Suiza, 1523): rechaza el bautismo para alcanzar la salvación. La salvación se da antes del bautismo, el cual es solo un símbolo.[45]
- Juan Calvino (Ginebra, Suiza, 1564): rechaza el bautismo de Zuinglio y el de Martín Lutero. El bautismo es medio normal de la salvación, pero no es necesario. La fe es más importante que el bautismo[cita requerida]
- Anabaptistas (Zúrich, Suiza, 1525): con ideas de Zuinglio. Rebautizaban a la gente por derramamiento de agua como símbolo externo de una salvación previamente recibida por la fe y se oponían al bautismo infantil, aplicándolo solamente a los adultos.[46][47]

Desde 1608, surgen denominaciones cristianas provenientes de la Reforma que subrayan de manera especial el bautismo. Estas son las Iglesias llamadas bautistas. Las únicas denominaciones protestantes que mantienen el bautismo infantil son la luterana, la calvinista, la presbiteriana, la anglicana, la metodista, la morava, la Iglesia Unida de Cristo, la Iglesia del Nazareno y la Iglesia de la Comunidad Metropolitana, las demás hacen el bautismo de adultos.
En las iglesias evangélicas adhiriéndose a la doctrina de la iglesia de creyentes, el bautismo del creyente está reservado para los creyentes adultos por inmersión en agua, después de un nuevo nacimiento. Para los bebés, hay una ceremonia llamada presentación de niño.

## Otros sentidos

### En el lenguaje coloquial
Como en la ceremonia del bautismo se escoge el nombre del niño, el concepto de «bautizar» o de «bautismo» ha tomado por extensión el sentido de poner nombre a algo. De esta manera, se puede hablar, por ejemplo, de bautizar un barco o un edificio. Asimismo, puede referirse a «una primera vez», por ejemplo, la primera vez que se entra en combate (bautismo de fuego) o la primera herida que se recibe en combate (bautismo de sangre).

### Bautismo civil
En algunos países existe una ceremonia civil de bienvenida al recién nacido conocida con varios nombres tales como acogimiento civil, apadrinamiento civil, bautismo civil, ceremonia civil de imposición de nombre, o bautismo republicano (este último por haber sido instaurado en Francia poco después de la Revolución Francesa).
Se trata de una alternativa secular al sacramento católico, despojada de cualquier matiz religioso.